# Масаки, Ямада
Масаки Ямада (яп. 山田 正紀 Ямада Масаки, 16 января 1950) — известный японский писатель, автор научной фантастики, переводчик научной фантастики.

## Рождение
Масаки Ямада родился 16 января 1950 года в городе Нагоя.

## Творчество
М. Ямада стал первым японским писателем—фантастом. В июле 1974 г. он написал первое свое произведение «Kamigari» («Godhunting»). В нём возникают божества и сверхъестественные существа древней мифологии. Автор продолжает эту тему во многих последующих работах: Hōseki Dorobo «Jewel Thief» (1980), который также выиграл Seiun. При этом, он изучал экономику в университете Мэйдзи.
Среди ранних работ можно выделить триллер «Умышленное убийство шахматной игры» (1976 г.), а также — роман 1980 года — «Афродита», который был переведен на английский язык в 2004 году. В этих триллерах главными героями предстают японские военные, а также международное шпионаж, дипломатия вперемешку с некоторыми мелкими преступлениями.
До начала 1980-х годов М. Ямада занял видное место среди других японских писателей в жанре научной фантастики. Его следующий роман «Kau no Nai Kamigami „Боги без лиц“», который был опубликован с декабря 1984 по январь 1985 гг., представил альтернативную историю 1970-х годов, когда скачки цен на нефть и рецессии в сочетании с ростом культа тысячеликого Афганистана, приближали конец света.
Дальнейшая работа писателя была обогащена новым направлением Technothrillers, а также несколько романов киберпанка. В этих романах главные герои из мифологических тем были направлены в киберпространство. Среди них, «Juke Box» (1990) пронизана ностальгией по американской поп-музыке. Главные герои погибают в результате пожара в доме для пожилых людей, но со временем оказывается, что их духи как-то трансформируются в новом мире.
По мнению исследователей творчества, наиболее амбициозной работой М. Ямады, стало произведение «Ada» (1994). В нём создана виртуальная реальность разрушающая границу между правдой и вымыслом. Главная героиня Ада Байрон, она же, историческая графиня Лавлейс (1815—1852), с помощью Чарльза Бэббиджа, изобретает в далеком будущем квантовый компьютер.
Самая известная работа М. Ямады является «Kishin Heidan („Машина-солдат“)» (1990—1994 гг.) Это альтернативная история 1940-х годов, когда инопланетяне нападают на Северный Китай в 1937 году. Как и многих других японских гипотетических ситуациях автор ловко переосмыслил военные события Второй мировой войны. В романе также показаны отношения двух ведущих дам: подлой нацистки Евы Браун и её положительной сестра Марии, которая была на стороне союзников.
Масаки Ямада написал также сочинения «Дух в доспехах 2: Невинность» и"Ghost in the Shell".

## Награды
Он стал победителем японской премии писателей, пишущих в жанре научной фантастики Nihon SF Taisho Award. Кроме того, М. Ямада трижды получал премию писателей — фантастов премию «Сеюн».

## Переводы на английском языке
Романы:
- «Афродита» (Kurodahan Press, 2004)
- «Дух в доспехах 2: Невинность: После того, как Долгое прощание» (Viz Media, 2005 ISBN 1-4215-0156-2, 2007 ISBN 1-4215-1394-3)

Рассказ:
- «The Import of Tremors» («Логова of the Hidden Gods, Volume 1: Night Voices, Night Journeys», Kurodahan Press, 2005)[5]
- «Серебряная пуля» («Speculative Japan 3», Kurodahan Press, 2012)[6]